# Temperatura de unión
La temperatura de unión (Junction temperature), abreviatura de temperatura de unión del transistor, es la temperatura de funcionamiento más alta del semiconductor real en un dispositivo electrónico. En funcionamiento, es más alta que la temperatura de la carcasa y la temperatura del exterior de la pieza. La diferencia es igual a la cantidad de calor transferido desde la unión a la caja multiplicado por la resistencia térmica de la unión a la caja.

## Efectos microscópicos
Varias propiedades físicas de los materiales semiconductores dependen de la temperatura. Estos incluyen la tasa de difusión de elementos dopantes, movilidades de portadores y la producción térmica de portadores de carga.
En el extremo inferior, el ruido del diodo del sensor puede reducirse mediante enfriamiento criogénico. En el extremo superior, el aumento resultante en la disipación de energía local puede llevar a un desbordamiento térmico que puede causar una falla momentánea o permanente del dispositivo.

## Cálculo de temperatura máxima de unión
La temperatura máxima de la unión (a veces abreviado TJMax) se especifica en la hoja de datos de una pieza y se usa al calcular la resistencia térmica necesaria entre el caso y el ambiente para una disipación de potencia determinada. Esto, a su vez, se utiliza para seleccionar un disipador de calor adecuado si es necesario. Otros métodos de enfriamiento incluyen enfriamiento termoeléctrico y refrigerantes.
En los procesadores modernos de fabricantes como Intel, AMD, Qualcomm, la temperatura central se mide mediante un sensor. Si el núcleo alcanza su TJMax, esto activará un mecanismo de protección para enfriar el procesador. Si la temperatura sube por encima del TJMax, el procesador activará una alarma para advertir al operador de la computadora que puede interrumpir el proceso que está causando el sobrecalentamiento o apagar la computadora para evitar daños
Una estimación de la temperatura de la unión del chip, TJ, se puede obtener de la siguiente ecuación:
{\displaystyle T_{J}=T_{A}+(R_{\theta JA}P_{D})}
Donde:
{\displaystyle T_{A}}= temperatura ambiente para el paquete (°C)
{\displaystyle R_{\theta JA}}= unión a resistencia térmica ambiente (°C/W)
{\displaystyle P_{D}}= disipación de potencia en el paquete (W)

## Medición de temperatura de unión (Tj)
Muchos semiconductores y sus ópticas circundantes son pequeños, lo que dificulta la medición de la temperatura de la unión con métodos directos, como termopares y cámaras de infrarrojos.
La temperatura de la unión se puede medir indirectamente utilizando la característica inherente de dependencia de voltaje / temperatura del dispositivo. Combinado con una técnica del Consejo de Ingeniería de Dispositivos Electrónicos Conjuntos (JEDEC) como JESD 51-1 y JESD 51-51, este método producirá mediciones de Tj precisas. Sin embargo, esta técnica de medición es difícil de implementar en circuitos de serie multi-LED debido a los altos voltajes de modo común y la necesidad de pulsos de corriente de ciclo de trabajo rápidos y de alto rendimiento. Esta dificultad se puede superar combinando multímetros digitales de muestreo de alta velocidad y fuentes de corriente pulsada de alto cumplimiento rápido.
Una vez que se conoce la temperatura de la unión, otro parámetro importante, la resistencia térmica (Rθ), se puede calcular utilizando la siguiente ecuación:
Rθ = ΔT/(VfSi)

### Temperatura de unión de LEDs y diodos láser.
La temperatura de la unión (Tj) de un diodo LED o láser es un factor determinante para la confiabilidad a largo plazo; También es un factor clave para la fotometría. Por ejemplo, una salida de LED blanca típica disminuye un 20% para un aumento de 50 °C en la temperatura de la unión. Debido a esta sensibilidad a la temperatura, los estándares de medición de LED, como el LM-85 de IESNA  LM-85 Archivado el 18 de octubre de 2017 en Wayback Machine., requiere que la temperatura de la unión se determine al realizar mediciones fotométricas
El calentamiento de la unión se puede minimizar en estos dispositivos utilizando el Método de prueba de pulso continuo especificado en LM-85. Un barrido L-I realizado con un LED amarillo Osram muestra que las mediciones del Método de prueba de pulso único producen una caída del 25% en la salida de flujo luminoso y las mediciones del Método de prueba de DC producen una caída del 70%.

### Temperatura de unión en microprocesadores.
La temperatura de unión en los procesadores está entre los 100 °C-105 °C. No obstante los procesadores son capaces de reducir la velocidad de reloj para reducir la generación de calor. A esta gestión de la velocidad para evitar la subida de la temperatura se la conoce como regulación térmica (thermal throttling).